# Девичье (Брянская область)
Девичье — село в Навлинском районе Брянской области в составе Бяковского сельского поселения.

## География
Находится в восточной части Брянской области на расстоянии приблизительно 12 км на восток-юго-восток по прямой от районного центра поселка Навля.

## История
Упоминалось с 1620-х годов как существующее село с Никольской церковью. С 1741 года владение Апраксиных. В 1833 построена каменная Казанская церковь (ныне в руинированном виде). В середине XX века работал колхоз «Большевик». В 1866 году здесь (село Севского уезда Орловской губернии) учтено было 45 дворов .

## Население
Численность населения: 212 человек (1866 год), 24 человек (русские 92 %) в 2002 году, 14 в 2010.